# Логії

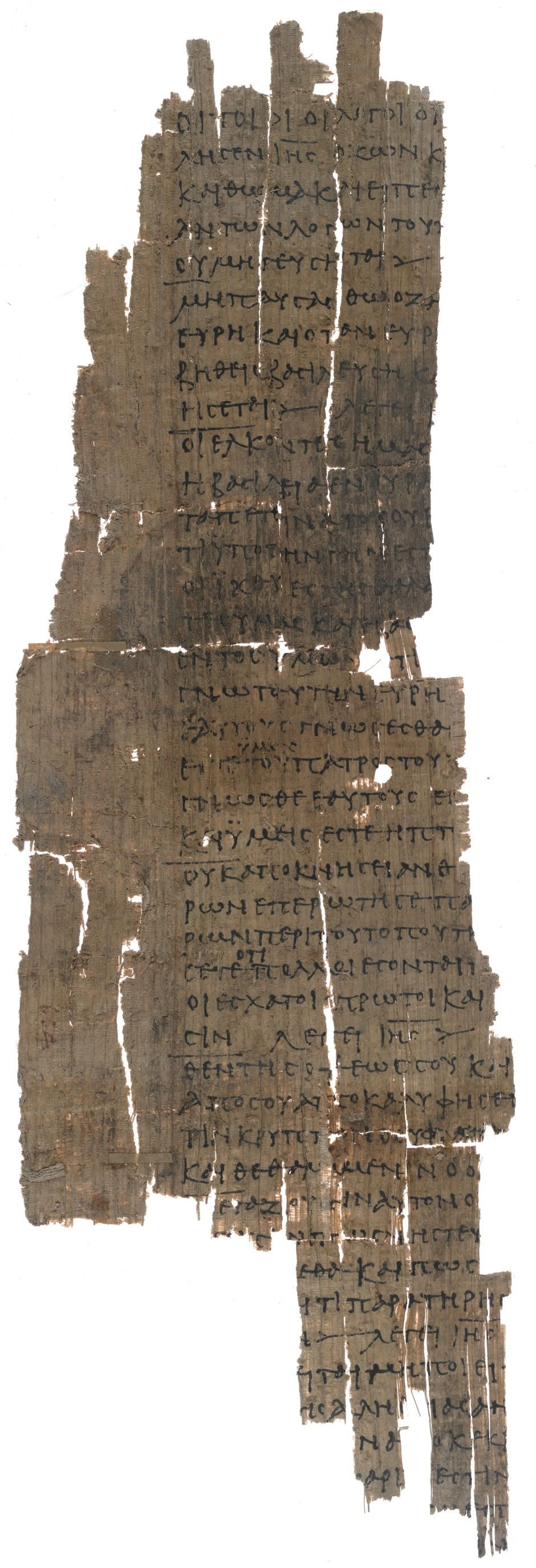
Оксіринхський папірус 654

Логії (грец. λόγια κυριακά — Висловлювання Господні) — термін, що позначає збірники висловів Ісуса Христа, усно та письмово існували ще до написання Євангелія. Вперше термін «логії» вжив у II столітті Папій Єраполіський. На думку більшості дослідників, логії були одним з найважливіших джерел для євангелістів.